# Будде, Борис Евгеньевич
Борис Евгеньевич Будде (1888—1959) — экономист, профессор на кафедре финансового права Томского университета.

## Биография
Из дворян. Отец — профессор русской словесности Казанского университета Евгений Фёдорович Будде. В 1906 году окончил с золотой медалью Казанскую 1-ю мужскую гимназию.
Поступил на юридический факультет Казанского университета, окончил его с дипломом 1-й степени в 1910 году.
С 1917 экстраординарный профессор кафедры финансового права Казанского университета. В 1918 защитил магистерскую диссертацию «Основы концепции нормального хозяйства».
В сентябре 1918 года с частью профессорско-преподавательского состава, эвакуированного из Казани, был прикомандирован к Томскому университету. Состоял профессором кафедры финансового права юридического факультета.
В 1924—1925 – профессор права в Саратовском университете.
В 1929—1930 — сотрудник Народного комиссариата финансов СССР.

## Работы
- К учению о налоге на наследство // Ученые записки ИКУ. Казань, 1909;
- К вопросу о постановке преподавания специальных предметов в семиклассных коммерческих училищах // Коммерческое образование. 1911. № 3, 4;
- Учение о ценности в системе Рикардо // Журнал министерства юстиции. 1914. № 11;
- Задачи среднего коммерческого образования и его современное состояние в России // Коммерческое образование. 1914. № 6-8;
- Основы концепции нормального хозяйства = Основы концепціи нормальнаго хозяйства : [Диссертация] / Б. Е. Будде прив.-доц. Казанск. ун-та. — Казань : [б. и.], 1918 (типо-лит. Ун-та). — [2], II, 3-178 с.

## Архивные источники
- Российский государственный исторический архив (РГИА). Ф. 733. Оп. 154. Д. 562;
- РГИА. Ф. 733. Оп. 155. Д. 385;
- Государственный архив Томской области (ГАТО). Ф. 102. Оп. 9. Д. 248;